# Salvatore Totò Rizzo
Salvatore Totò Rizzo (Acireale, 18 novembre 1936 – Acireale, 22 ottobre 1986) è stato un giornalista e scrittore italiano.
Fu studioso di storia patria, approfondendo in particolare quella relativa alla sua città natale. Pubblicò cinque edizioni della Guida storico-monumentale di Acireale e vari libri tra i quali "Acireale nel 1900" ed "Acireale dal 1901 al 1910"; quando morì prematuramente, a causa di un male incurabile, aveva già cominciato a lavorare alla stesura di un libro sulla ricostruzione storica degli anni seguenti ad Acireale. È stato anche autore di una pubblicazione sulla "Storia della Democrazia Cristiana ad Acireale". Corrispondente da Acireale del quotidiano La Sicilia dalla prima metà degli anni '50 sino alla morte, negli anni '70 partecipò alla costituzione delle prime emittenti radiofoniche private acesi ed al primo esperimento di televisione privata ad Acireale, Crt Jonio. Collaborò con varie testate giornalistiche tra le quali Giornale di Sicilia, L'Ora, Il Mattino, La Gazzetta del Mezzogiorno, agenzia ANSA e Rai Gazzettino di Sicilia. Autore di varie inchieste a tutela del territorio acese, in particolare la zona marinara, e di carattere giudiziario. In occasione del sequestro del piccolo Luciano Privitera, avvenuto ad Acireale a gennaio del 1975, rappresentò un punto di riferimento per tanti colleghi giornalisti forestieri. Nel pomeriggio del 1º febbraio 1981 subì un attentato; un uomo a volto coperto lo attese all'uscita di un bar del centro di Acireale, sito in corso Umberto, e gli esplose contro due colpi di pistola, raggiungendolo alla gamba sinistra. Uno dei proiettili gli sfiorò la vena femorale; lui stesso si recò in ospedale, alla guida della sua automobile, per farsi medicare. Da allora non si occupò più di cronaca nera e giudiziaria, che aveva seguito per circa 30 anni, e si dedicò quasi esclusivamente all'attività di scrittore. Il suo feritore non venne mai identificato.